# Хърватски Домобран
Хърватски Домобран (на хърватски: Hrvatski Domobran) е хърватска политическа организация, борила се за отделянето и независимостта на Хърватия от Кралство Югославия. Създадена е през 1928 г.
Взема участие в протестите в Загреб, където се замесва в кървави битки с полицията. След като бива забранена и членовете ѝ са принудени да напуснат страната, тя е възстановена под формата на емигрантска организация през 1933 г. в Буенос Айрес, Аржентина. Секция на организацията е създадена и в САЩ, за да търси подкрепа за усташкото движение.